# Kateb Yacine

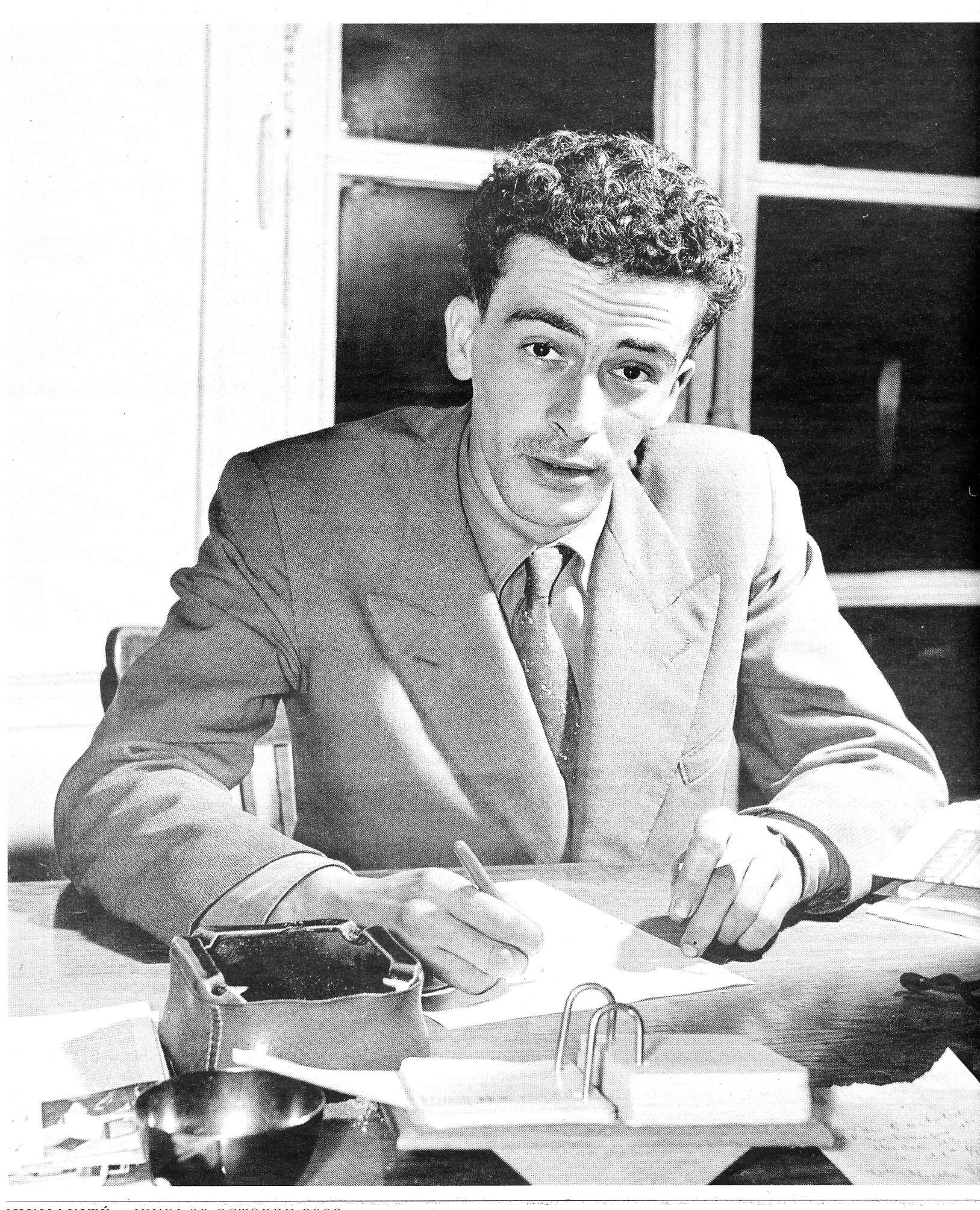
Kateb Yacine em 1956.

Kateb Yacine (pronúncia árabe: [kæːtb jæːsiːn], Constantina, 2 de agosto de 1929 — Grenoble, 28 de outubro de 1989) foi um escritor argelino. Tornou-se notável por seus romances e peças teatrais, tanto em francês quanto no dialeto árabe argelino, e por sua defesa da causa Berbere.